# Euproctis negrita
Euproctis negrita är en fjärilsart som beskrevs av George Francis Hampson 1893. Euproctis negrita ingår i släktet Euproctis och familjen tofsspinnare. Inga underarter finns listade i Catalogue of Life.